# 疏毛水锦树
疏毛水锦树（学名：Wendlandia uvariifolia sp. pilosa）为茜草科水锦树属下的一个亚种。